# Саранчёв, Владимир Семёнович
Влади́мир Семёнович Саранчёв (Саранчо́в; 1841 — не ранее 1916) — Генерального штаба генерал-лейтенант Русской армии, участник Туркестанских походов (1869—1873) и Русско-турецкой войны (1877—1878). Старший брат инженер-генерала Ефграфа Семёновича Саранчова (1850 — после 1917).

## Биография
Происходил из дворян Полтавской губернии. Православного вероисповедания. В 1859 году окончил Петровский Полтавский кадетский корпус, откуда выпущен был унтер-офицером в Константиновский кадетский корпус. Из последнего (уже переименованного в Константиновское военное училище) в 1860 году в офицерском чине от 16 июня выпущен в лейб-гвардии Павловский полк. В 1861 году поступил в Николаевскую академию Генерального штаба, которую окончил в 1864 году. Был назначен старшим адъютантом штаба 4-й пехотной дивизии. Далее состоял штаб-офицером для поручений (после для особых поручений) при командующем войсками Оренбургского военного округа. 30 августа 1868 года был произведён в подполковники.
В 1869 году принимал участие в подавлении восстания казахов в Тургайской и Уральской областях. В 1870 году возглавлял Гурьевский отряд, направленный против адаевских повстанцев, поднявших восстание на полуострове Мангышлак. 1 января 1871 года произведён в полковники. В том же году был назначен начальником Приаральского отряда, направлявшемся для исследования местностей близ Аральского моря и Устюрта.
В 1873 году во время Хивинского похода был назначен начальником штаба Оренбургского отряда, при этом состоя начальником пехоты. Когда во время штурма Хивы 28 мая начальник Оренбургского отряда генерал-лейтенант Н. А. Верёвкин был ранен, начальство отрядом он передал Саранчёву, который руководил его действиями до конца той кампании. В том же году был назначен начальником штаба 15-й пехотной дивизии. За отличия в Хивинском походе 6 января 1874 года был награждён золотой шашкой с надписью «За храбрость».
Участвовал в Русско-турецкой войне 1877—1878 годов на Балканском театре военных действий, в ходе которой приказом от 31 октября 1877 года был назначен командиром 120-го Серпуховского пехотного полка. За боевое отличие 27 июня 1879 года был произведён в генерал-майоры (ст. в чине 28.12.1877). В том же году зачислен в запас по армейской пехоте, а также в списки 120-го Серпуховского пехотного полка. Позже состоял в распоряжении командующего войсками Одесского военного округа. Далее был назначен начальником штаба 2-й Кавказского армейского корпуса, а затем начальником штаба 4-го армейского корпуса.
24 января 1887 года был зачислен в запас Генерального штаба с производством в генерал-лейтенанты. Проживал в Киеве на Трёхсвятительской улице, дом 3.

## Награды
- Орден Святой Анны 3-й степени (1867)
- Орден Святого Станислава 2-й степени (1870)
- Орден Святого Владимира 4-й степени (1872)
- Орден Святого Владимира 3-й степени с мечами (1873)
- Золотая шашка «За храбрость» (06.01.1874)
- Орден Святого Станислава 1-й степени (1880)
- Орден Святой Анны 1-й степени (04.05.1884)

Иностранные
- Орден Льва и Солнца 2-й степени со звездой (Персия, 1874)